# Lekkoatletyka na Letnich Igrzyskach Olimpijskich 1952 – bieg na 800 m mężczyzn
Bieg na 800 metrów mężczyzn podczas XV Letnich Igrzysk Olimpijskich w Helsinkach rozegrano 20 (eliminacje), 21 (półfinały) i 22 lipca 1952 (finał) na Stadionie Olimpijskim w Helsinkach. Zwycięzcą został reprezentant Stanów Zjednoczonych Mal Whitfield, który tym samym obronił tytuł zdobyty cztery lata wcześniej. Również na drugim miejscu przybiegł ten sam zawodnik, co w 1948 w Londynie – Arthur Wint. Whitfield w finale wyrównał rekord olimpijski uzyskując czas 1:49,2.

## Rekordy

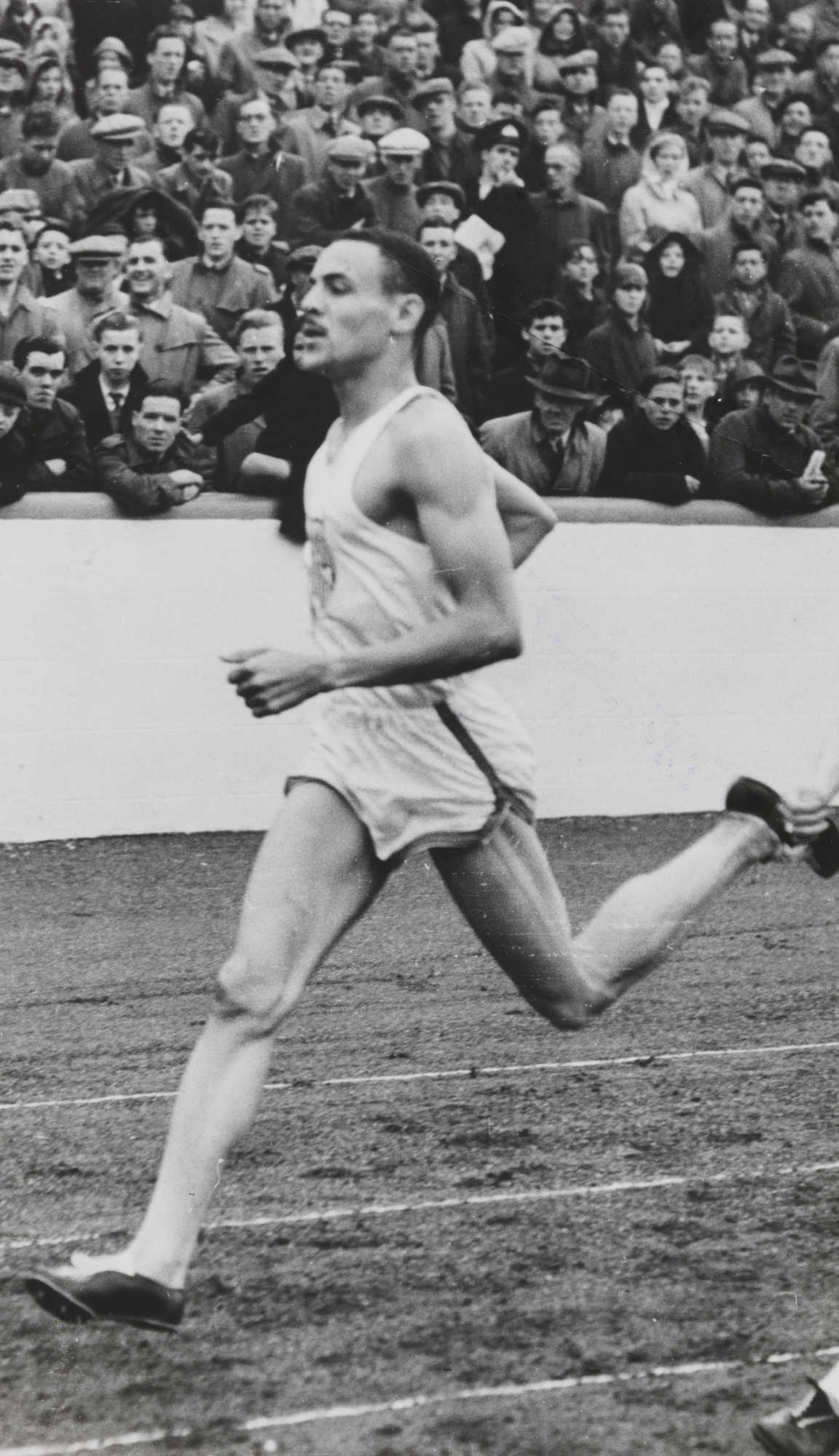
Mal Whitfield

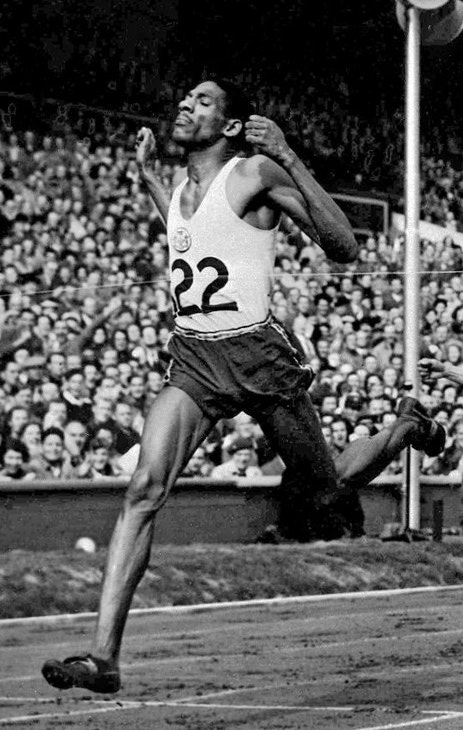
Arthur Wint

|                   | Zawodnik      | Narodowość        | Czas   | Data                 | Miejsce  |
| ----------------- | ------------- | ----------------- | ------ | -------------------- | -------- |
| Rekord świata     | Rudolf Harbig | III Rzesza        | 1:46,6 | 15 lipca 1939(dts)   | Mediolan |
| Rekord olimpijski | Mal Whitfield | Stany Zjednoczone | 1:49,2 | 2 sierpnia 1948(dts) | Londyn   |

## Wyniki
| Poz. - pozycja |
| – rekord świata \| – rekord krajowy \| – rekord życiowy \| = – wyrównany rekord życiowy \| · – najlepszy wynik w sezonie \| = – wyrównany najlepszy wynik w sezonie \| – rekord olimpijski |
| Fn – falstart \| DNF – nie ukończył \| DNS – nie wystartował \| DSQ – zdyskwalifikowany |

### Eliminacje
Rozegrano osiem biegów eliminacyjnych. Do półfinałów awansowało po trzech najlepszych zawodników z każdego biegu (Q).

#### Bieg 1
| Poz. | Zawodnik             | Narodowość      | Rezultat | Uwagi |
| ---- | -------------------- | --------------- | -------- | ----- |
| 1    | Lars-Erik Wolfbrandt | Szwecja         | 1:55,5   | Q     |
| 2    | Albert Webster       | Wielka Brytania | 1:55,8   | Q     |
| 3    | Giennadij Modoj      | ZSRR            | 1:55,8   | Q     |
| 4    | Maurice Marshall     | Nowa Zelandia   | 1:56,2   |       |
| 5    | Johannes Baumgartner | Szwajcaria      | 1:57,1   |       |
| 6    | Mohamed Sanni-Thomas | Złote Wybrzeże  | 2:05,8   |       |
| –    | Hugo Nutini          | Chile           | DNS      |       |

#### Bieg 2
| Poz. | Zawodnik            | Narodowość        | Rezultat | Uwagi |
| ---- | ------------------- | ----------------- | -------- | ----- |
| 1    | Mal Whitfield       | Stany Zjednoczone | 1:52,5   | Q     |
| 2    | Edmund Potrzebowski | Polska            | 1:52,6   | Q     |
| 3    | Tom White           | Wielka Brytania   | 1:52,7   | Q     |
| 4    | Olavi Talja         | Finlandia         | 1:52,9   |       |
| 5    | Turhan Göker        | Turcja            | 1:55,9   |       |
| 6    | Evelio Planas       | Kuba              | 1:57,6   | [ 3 ] |
| –    | Josy Barthel        | Luksemburg        | DNS      |       |

#### Bieg 3
| Poz. | Zawodnik           | Narodowość        | Rezultat | Uwagi |
| ---- | ------------------ | ----------------- | -------- | ----- |
| 1    | Jack Hutchins      | Kanada            | 1:54,5   | Q     |
| 2    | John Barnes        | Stany Zjednoczone | 1:54,5   | Q     |
| 3    | Jenő Bakos         | Węgry             | 1:54,5   | Q     |
| 4    | Roman Korban       | Polska            | 1:54,7   |       |
| 5    | Alam Zeb           | Pakistan          | 1:56,3   |       |
| 6    | Wasilios Mawroidis | Grecja            | 1:58,8   |       |
| –    | Augusto Robles     | Gwatemala         | DNS      |       |

#### Bieg 4
| Poz. | Zawodnik            | Narodowość        | Rezultat | Uwagi |
| ---- | ------------------- | ----------------- | -------- | ----- |
| 1    | Reggie Pearman      | Stany Zjednoczone | 1:51,6   | Q     |
| 2    | Petro Czewhun       | ZSRR              | 1:51,8   | Q     |
| 3    | Günther Steines     | Niemcy            | 1:52,7   | Q     |
| 4    | Louis Desmet        | Belgia            | 1:52,9   |       |
| 5    | René Djian          | Francja           | 1:54,3   |       |
| –    | Frank Prince        | Panama            | DNS      |       |
| –    | William Fahmy Hanna | Królestwo Egiptu  | DNS      |       |

#### Bieg 5
| Poz. | Zawodnik         | Narodowość | Rezultat | Uwagi |
| ---- | ---------------- | ---------- | -------- | ----- |
| 1    | Hans Ring        | Szwecja    | 1:53,6   | Q     |
| 2    | Arthur Wint      | Jamajka    | 1:54,2   | Q     |
| 3    | Don MacMillan    | Australia  | 1:55,0   | Q     |
| 4    | Oscar Soetewey   | Belgia     | 1:55,4   |       |
| 5    | Gieorgij Iwakin  | ZSRR       | 1:56,4   |       |
| 6    | Frank Rivera     | Portoryko  | 1:57,6   |       |
| 7    | Víctorio Solares | Gwatemala  | 2:01,4   |       |
| –    | Hiroshi Yamamoto | Japonia    | DNS      |       |

#### Bieg 6
| Poz. | Zawodnik            | Narodowość     | Rezultat | Uwagi |
| ---- | ------------------- | -------------- | -------- | ----- |
| 1    | Heinz Ulzheimer     | Niemcy         | 1:51,4   | Q     |
| 2    | Sohan Singh         | Indie          | 1:52,0   | Q     |
| 3    | Ludvík Liška        | Czechosłowacja | 1:52,3   | Q     |
| 4    | John Ross           | Kanada         | 1:52,5   |       |
| 5    | Argemiro Roque      | Brazylia       | 1:54,1   |       |
| 6    | Lucien De Muynck    | Belgia         | 1:57,4   |       |
| 7    | Boonpak Kwancharoen | Tajlandia      | 2:12,6   |       |
| –    | John Landy          | Australia      | DNS      |       |

#### Bieg 7
| Poz. | Zawodnik        | Narodowość      | Rezultat | Uwagi |
| ---- | --------------- | --------------- | -------- | ----- |
| 1    | Audun Boysen    | Norwegia        | 1:53,2   | Q     |
| 2    | Urban Cleve     | Niemcy          | 1:53,4   | Q     |
| 3    | Frank Evans     | Wielka Brytania | 1:53,8   | Q     |
| 4    | Ekrem Koçak     | Turcja          | 1:54,5   |       |
| 5    | Filemón Camacho | Wenezuela       | 2:00,0   |       |
| 6    | Arie Gill       | Izrael          | 2:00,9   |       |
| –    | Rainer Pelkonen | Finlandia       | DNS      |       |
| –    | Jimmy Reardon   | Irlandia        | DNS      |       |

#### Bieg 8
| Poz. | Zawodnik           | Narodowość | Rezultat | Uwagi |
| ---- | ------------------ | ---------- | -------- | ----- |
| 1    | Patrick El Mabrouk | Francja    | 1:52,0   | Q     |
| 2    | Gunnar Nielsen     | Dania      | 1:53,0   | Q     |
| 3    | Bill Parnell       | Kanada     | 1:53,1   | Q     |
| 4    | Yoshitaka Muroya   | Japonia    | 1:54,0   |       |
| 5    | Fred Lüthi         | Szwajcaria | 1:55,0   |       |
| 6    | Erkki Rönnholm     | Finlandia  | 1:55,7   |       |
| 7    | Guðmundur Lárusson | Islandia   | 1:56,5   |       |
| –    | Wasilios Silis     | Grecja     | DNS      |       |

### Półfinały
Rozegrano trzy biegi półfinałowe. Do finału awansowało po trzech najlepszych zawodników z każdego biegu.

#### Bieg 1
| Poz. | Zawodnik       | Narodowość        | Rezultat | Uwagi |
| ---- | -------------- | ----------------- | -------- | ----- |
| 1    | Gunnar Nielsen | Dania             | 1:50,0   | Q     |
| 2    | Mal Whitfield  | Stany Zjednoczone | 1:50,1   | Q     |
| 3    | Albert Webster | Wielka Brytania   | 1:50,1   | Q     |
| 4    | Audun Boysen   | Norwegia          | 1:50,4   |       |
| 5    | Urban Cleve    | Niemcy            | 1:51,6   |       |
| 6    | Bill Parnell   | Kanada            | 1:52,7   |       |
| 7    | Petro Czewhun  | ZSRR              | 1:52,8   |       |
| 8    | Don MacMillan  | Australia         | 1:58,4   |       |

#### Bieg 2
| Poz. | Zawodnik           | Narodowość        | Rezultat | Uwagi |
| ---- | ------------------ | ----------------- | -------- | ----- |
| 1    | Arthur Wint        | Jamajka           | 1:52,7   | Q     |
| 2    | Günther Steines    | Niemcy            | 1:52,9   | Q     |
| 3    | Hans Ring          | Szwecja           | 1:53,0   | Q     |
| 4    | John Barnes        | Stany Zjednoczone | 1:53,4   |       |
| 5    | Tom White          | Wielka Brytania   | 1:53,6   |       |
| 6    | Ludvík Liška       | Czechosłowacja    | 1:54,8   |       |
| 7    | Giennadij Modoj    | ZSRR              | 1:55,7   |       |
| –    | Patrick El Mabrouk | Francja           | DNS      |       |

#### Bieg 3
| Poz. | Zawodnik             | Narodowość        | Rezultat | Uwagi |
| ---- | -------------------- | ----------------- | -------- | ----- |
| 1    | Heinz Ulzheimer      | Niemcy            | 1:51,9   | Q     |
| 2    | Lars-Erik Wolfbrandt | Szwecja           | 1:52,4   | Q     |
| 3    | Reggie Pearman       | Stany Zjednoczone | 1:52,5   | Q     |
| 4    | Jack Hutchins        | Kanada            | 1:52,1   |       |
| 5    | Edmund Potrzebowski  | Polska            | 1:53,7   |       |
| 6    | Sohan Singh          | Indie             | 1:54,9   |       |
| 7    | Jenő Bakos           | Węgry             | 1:55,5   |       |
| 8    | Frank Evans          | Wielka Brytania   | 1:56,8   |       |

### Finał
| Poz. | Zawodnik             | Narodowość        | Rezultat | Uwagi |
| ---- | -------------------- | ----------------- | -------- | ----- |
| 1    | Mal Whitfield        | Stany Zjednoczone | 1:49,2   | =     |
| 2    | Arthur Wint          | Jamajka           | 1:49,4   |       |
| 3    | Heinz Ulzheimer      | Niemcy            | 1:49,7   |       |
| 4    | Gunnar Nielsen       | Dania             | 1:49,7   |       |
| 5    | Albert Webster       | Wielka Brytania   | 1:50,2   |       |
| 6    | Günther Steines      | Niemcy            | 1:50,6   |       |
| 7    | Reggie Pearman       | Stany Zjednoczone | 1:52,1   |       |
| 8    | Lars-Erik Wolfbrandt | Szwecja           | 1:52,1   |       |
| 9    | Hans Ring            | Szwecja           | 1:54,0   |       |